# Ангелов, Йордан
Йордан Ангелов (болг. Йордан Ангелов; 28 августа 1953 — 6 мая 2013) — болгарский волейболист, серебряный призёр летних Олимпийских игр в Москве (1980).
Выступал за волейбольный клуб «Левски» (София). На летних Олимпийских играх в Москве (1980) в составе сборной Болгарии завоевал серебряную медаль. За время турнира принял участие в пяти матчах.